# Psicología del arte
La psicología del arte es el ámbito psicológico que estudia los fenómenos de la creación y la apreciación artística desde una perspectiva psicológica. Han sido trascendentales para el desarrollo de esta disciplina contribuciones tales como las de Gustav Fechner, Sigmund Freud, la escuela de la Gestalt (dentro de la que destacan los trabajos de Rudolph Arnheim), Lev Vygotski y Howard Gardner.
En este artículo sobre Psicología del Arte, por una parte, se trata de dar explicación a las dificultades de la Psicología a la hora de abordar la producción y la comprensión del arte; y por otra, se pretende apuntar las direcciones que siguen las últimas investigaciones, que permiten construir actualmente una Psicología del Arte.

La Gioconda. Probablemente la madre de Leonardo da Vinci. (teoría basada en la psicología del arte).

## Objeto de estudio
Los objetivos que persigue vinculan esta rama de la Psicología con muchas otras que pertenecen al campo de dicha disciplina, y muy particularmente con aquellas que hacen referencia a los procesos básicos (como la percepción, la emoción y la memoria) y a las funciones superiores del pensamiento y el lenguaje. No obstante, estas relaciones no se ciñen al área de conocimiento que incumbe a la Psicología Básica, ya que la Psicología del arte también se relaciona en esencia con áreas como la Psicobiología, la Psicopatología, los estudios de personalidad, la Psicología Evolutiva o la Psicología Social. En cuanto a las relaciones que la Psicología del arte mantiene con otras disciplinas, se han de destacar los aportes esenciales de la filosofía para la comprensión de los fenómenos estéticos, y también es de gran importancia, por ejemplo, el aporte de la Historia del Arte. La vinculación entre la Psicología del arte con las disciplinas mencionadas muestran la necesidad de un trabajo interdisciplinario.
La tarea que ocupa a esta disciplina es, por tanto, de una elevada complejidad. Por otra parte, la Psicología del arte es un campo nuevo en muchos países.
La psicología del arte trata de elaborar teorías acerca tanto de la actividad creativa como de la perceptiva, utilizando los conceptos y principios en uso de la psicología científica. En inglés, las referencias que podemos encontrar son abundantes; pero en español existe una menor cantidad de trabajos editados, tratándose en, la mayoría de los casos, de textos basados en el psicoanálisis.
Para el desarrollo de esta disciplina han sido de gran importancia contribuciones como las de Fechner, Sigmund Freud, Lev Vygotski, Howard Gardner y la escuela de la Gestalt, destacando en ésta los trabajos de Rudolph Arnheim.
Una de las principales cuestiones que la Psicología del Arte se plantea es el hecho de si el gusto individual es lo suficientemente inconcluso como para no permitir el desarrollo de la misma. Se pone como ejemplo de una visión del gusto como algo no inconcluso, que el gusto individual esta en muchas ocasiones determinado por cuestiones étnicas, sociales, económicas o de edad, que hacen que cuanto más se compartan dichas cuestiones los gustos coincidan.

## Arte-terapia
Multitud de psicoterapeutas han podido comprobar los efectos curativos del arte, a nivel individual y también grupal.
En arte-terapia se libera la subjetividad de la persona. Se puede utilizar para la resolución de conflictos, poniendo el énfasis en que se trata de una experiencia individual, pero con la posibilidad de crear lazos de comunicación con los iguales.
Arte-terapia es la nominación genérica de un área que incluye aquellas prácticas psicoterapéuticas que utilizan la expresión artística como mediación. Tiene como base una concepción de arte vigente a partir de la posguerra y que niega por completo el mito del artista como genio. De hecho, esta área ha tenido un gran desarrollo en la segunda mitad del siglo pasado y variados ámbitos de los servicios sociales: educadores, asistentes sociales, psicólogos, etc., acuden a los trabajos y técnicas artísticas en la actualidad como elementos que enriquecen aquellos recursos orientados hacia el cambio de la conducta subjetivada y las conexiones sociales.

### Antecedentes
Este tipo de terapia funciona desde hace varias décadas, mediante programas de rehabilitación que utilizan técnicas como la escritura, la música, la pintura, etc. No obstante, la incorporación de estas técnicas a los hospitales ha sido tanto lenta como dificultosa.
En 1962 se realizó el Primer taller de terapia dinámico expresiva, una experiencia terapéutica con niños a través de la pintura, coordinada por Fazakas, Y. y Martínez, Y. en la Clínica Psiquiátrica de Niños y Adolescentes del Hospital Pereira Rossell.
En ese mismo hospital, en 1974, se constituyó un grupo de psicoterapia psicoanalítica de grupo de niños con técnicas expresivas, coordinado por Irrisarri, Y. y otro grupo paralelo de padres, coordinado por Fazakas, Y., que siguen en actividad. Sierra, M. y Casaravilla, G. coordinaron uno de dichos talleres entre 1987 y 1989. Este grupo de trabajo docente-asistencial prolonga lo que fue inicialmente la Policlínica Médico-Psicológica del Hospital Pedro Visca.
La AUPPE (Asociación de Psicología y Psicopatología de la Expresión) fue fundada en 1963, a partir de los trabajos promovidos por Carrasco, J.; Martínez, Y. y Fernández, M. desde el año 1956, referidos a la rehabilitación psíquica a través de la expresión. En 1990 se realizaron las “Primeras Jornadas sobre Creatividad”.
En 1991 se creó “E-tche-pare”, un grupo de teatro integrado por pacientes de la Colonia Etchepare, dirigido por Gold, A., y que sigue en funcionamiento bajo la coordinación de Cabezas, A.
La utilización sistemática de técnicas expresivas para la prevención y la promoción de salud ha sido poco frecuente. SaludArte (Fundación para la Promoción de Salud a través del Arte y el Humor), fundado y dirigido por Friedler, R. en 1999, está integrado por artistas y profesionales de la salud que emplean técnicas de mediación artística (técnicas teatrales, musicoterapia, artes plásticas, narración oral, títeres, psicodrama, etc.) como vehículo para movilizar el despliegue del humor y la imaginación.
En los espacios curriculares de la formación universitaria del Psicólogo, el arte ha estado presente de manera ocasional en algunas cátedras y en el Espacio de Psicoanálisis y Literatura creado por R. Lubartowski en el Área de Psicoanálisis desde donde se han realizado actividades dentro de Facultad de Psicología y en coordinación con la Facultad de Humanidades y Ciencias de la Educación.
Cada vez son integradas en mayor medida las manifestaciones artísticas en muchos cursos mediante el cine, la literatura, fotografía y teatro.
El estudio de la relación entre Arte y Psicología se basa en los objetivos de estimular, investigar y experimentar los procesos creativos. Se están utilizando como un dispositivo pedagógico con el que sea posible generar recursos que ofrezcan el acceso a una gran diversidad de prácticas.
Se hace uso de la creatividad humana para afrontar y superar el dolor, pero también para extraer de él una nueva forma de crear. No se persigue el encontrar nuevos modelos, sino que se trata de abrir senderos hacia lo complejo, sin dejar de lado el aspecto esencial de la experiencia vital.
Los psicólogos profesionalizados en el área de las artes plásticas, pueden utilizar la producción creativa como mediador en la relación terapéutica atendiendo cuestiones relacionadas con el psiquismo, la subjetividad, la cultura y la sociedad.
La actividad profesional del psicólogo arteterapeuta, dentro del campo de la salud mental, le ofrece la posibilidad de trabajar en ámbitos tan diversos como la atención psicosocial, y prestando ayuda en todas aquellas problemáticas relacionadas con el psiquismo, la subjetividad, la cultura y la sociedad. Está demostrado que la expresión artística optimiza los alcances psicoterapéuticos.
Con la arte-terapia se permite relacionar lo interno y lo externo, evocando y transformando lo traumático.
No se trata de la creación de una nueva cura psicológica, sino de una invitación a la reflexión acerca de una forma de trabajo en salud mental, que conjuga procedimientos circunscritos a cierto tipo de arte y salud mental, creatividad y psicología.
Las transiciones psicológicas no lo serían si no fuese en relación con los aspectos socio-histórico-culturales.

## Juego y arte
Al comparar el juego con el arte son muchos los elementos que intervienen para llegar a una conclusión concreta. Cuando hablamos de juego, podemos hacerlo refiriéndonos a alguno de los muchos tipos de juego existentes. Para diferenciar un tipo de juego de otro, podemos observar que unos parten de un estímulo exterior, pero éste carece de una propuesta estandarizada a la que haya que dar respuesta con una técnica y método determinados, como sí lo es para los estímulos propuestos por los juegos de reglas.
Jugar es común a todos los seres humanos. La creatividad artística está potencialmente latente en todo ser humano, pero el hecho de que se despliegue o no es distinto. Este despliegue se deberá cuestiones muy diversas, como son la inquietud personal o condicionamiento cultural, por ejemplo.
La Psicología del arte puede utilizarse dentro de un amplio espectro terapéutico, además de interdisciplinariamente como herramienta educativa, laboral y sanitaria.
Se ha demostrado que el arte permite el desarrollo de lo psíquico, así como de lo social, de la diversidad cultural, etc.
Si juego y arte están relacionados, la renuncia al placer que alguien pueda extraer del juego será meramente aparente. Por lo que se refiere a lo subjetivo mental y a lo objetivo formal, la utilización del elemento lúdico-creativo ligado a la relación psicoterapéutica, todo ello tratado desde la idea de un espacio intermedio potencial, en el que se encuentra ubicada la experiencia cultural, debe plantear arte y juego como elementos que encajan tanto aspectos subjetivo mentales como objetivo formales.
Y como el jugar es arte, aquí se mezclan dos objetivos fundamentales desde el campo de vista psicológico; primero el aspecto cognitivo del sentido del arte, es decir, las bases socio-ulteriores del ente formal, que se conoce como ser humano; y luego el uno exterior del horizonte tardío ya que "una persona poco creativa, puede ser, en términos absolutos, más creativo que un gato creativo" (Sigwer 1978).

## Aprendizaje y arte
Como se mencionó anteriormente, una de las ramas en las que aporta la psicología del arte es la educación, ya que motiva a la creatividad y elimina el paradigma que utiliza técnicas memorísticas como base para el aprendizaje. Las artes generan un espacio no convencional dentro del aula que permiten un pensamiento analítico; el sujeto construye su conocimiento a través de ejercicios lúdicos que lo ayudan a cuestionar y cuestionarse sobre su accionar y el de otros. Es así como el receptor interactúa y experimenta para que el proceso creativo y artístico dé como resultado un aprendizaje completo.
¿Cómo plantear una metodología adecuada con el uso de las artes? Además de identificar la habilidad artística del público al que uno se dirige, es importante definir el perfil emocional, psicológico y circunstancial del sujeto o grupo con el que se trabaja, para que se dé la combinación adecuada entre arte y juego. Estas variantes influyen en el método y las herramientas a utilizar; así como la música puede ser el mecanismo de desfogue para un grupo de personas de la tercera edad, para un grupo de niños podría ser el medio para expresar sus gustos. Un público diverso implica que el enfoque y las dinámicas siempre deben variar. Finalmente, el método debe remitir a una conexión directa al recuerdo, motivando a un espacio en el que el actor principal pueda equivocarse para que la conexión con la herramienta artística perdure, no como un conocimiento estático, sino que sea un ir y venir entre lo que se aprendió y experimentó.